# Kivijärvi (sjö i Luumäki, Södra Karelen)
Kivijärvi är en sjö i kommunen Luumäki i landskapet Södra Karelen i Finland. Arean är 37 hektar och strandlinjen är 3,66 kilometer lång. Sjön  ingår i Kymmene älvs huvudavrinningsområde.   Den ligger omkring 48 kilometer väster om Villmanstrand och omkring 150 kilometer nordöst om Helsingfors. 